# Porrhomma omissum
Porrhomma omissum är en spindelart som beskrevs av Miller 1971. Porrhomma omissum ingår i släktet Porrhomma och familjen täckvävarspindlar. Inga underarter finns listade i Catalogue of Life.